# Qafa e Prushit
Der Qafa e Prushit (albanisch auch Qafë Prush; serbisch Ћафа Прушит Ćafa Prušit; zu Deutsch Glut-Pass) ist ein Gebirgspass im nördlichen Albanien beziehungsweise westlichen Kosovo. Die Staatsgrenze zwischen beiden Staaten verläuft auf der Passhöhe. Die Höhe wird mit 649 m ü. A. respektive 651 m ü. A. angegeben.

## Geographie
Es handelt sich um die direkte Verbindung von der Gemeinde Has, ihrem Hauptort Kruma sowie Kukës in Nordostalbanien mit dem kosovarischen Gjakova. Die Region um den Pass wurde erst durch die Grenzziehung von 1912 auf zwei Staaten verteilt. Zuvor – und auch bis zur Schließung der Grenze nach dem Zweiten Weltkrieg – war die Region beidseits der Wasserscheide eng verbunden. Der Stamm der Hasi lebte beidseits der heutigen Grenze.
Der Pass liegt am südöstlichen Ende des Hochlandes von Gjakova (albanisch Malësia e Gjakovës). Weiter südlich erhebt sich das Bergland von Has (Malësia e Hasit). Die südwestliche Seite wird über den Bach Skatina in den zum Fierza-See gestauten Drin entwässert. Bäche auf der Nordostseite münden in den Erenik, einem rechten Zufluss des Weißen Drin.
Die Maja e Kraliçes nordwestlich des Passes erreicht eine Höhe von 1003 m ü. A. Die Berge im Südosten sind etwas weniger hoch. Auf albanischer Seite gleich unterhalb des Passes liegt ein Staubecken (ca. 590 m ü. A.), das der Bewässerung der Region dient. Südöstlich vom See liegt das Dorf Letaj. Während das Gelände auf der Nordostseite recht gleichmäßig gegen das Becken des Weißen Drin, die Großebene Metochien (Rrafsh i Dukagjinit) abfällt, liegt auf der Westseite rund 50 bis 100 Meter unterhalb des Passes eine Art Hochtal. Wie der Pass Qafa e Prushit liegt das Dorf Letaj auch auf rund 650 m ü. A. Erst südlich davon verliert die Straße deutlich an Höhe.
Das Gebiet ist reich an Chrom. Beidseits des Passes wird das Metall gefördert.
Die von Erosion geprägte Landschaft am Pass ist ein Geotop von nationaler Bedeutung Albaniens.

## Verkehr

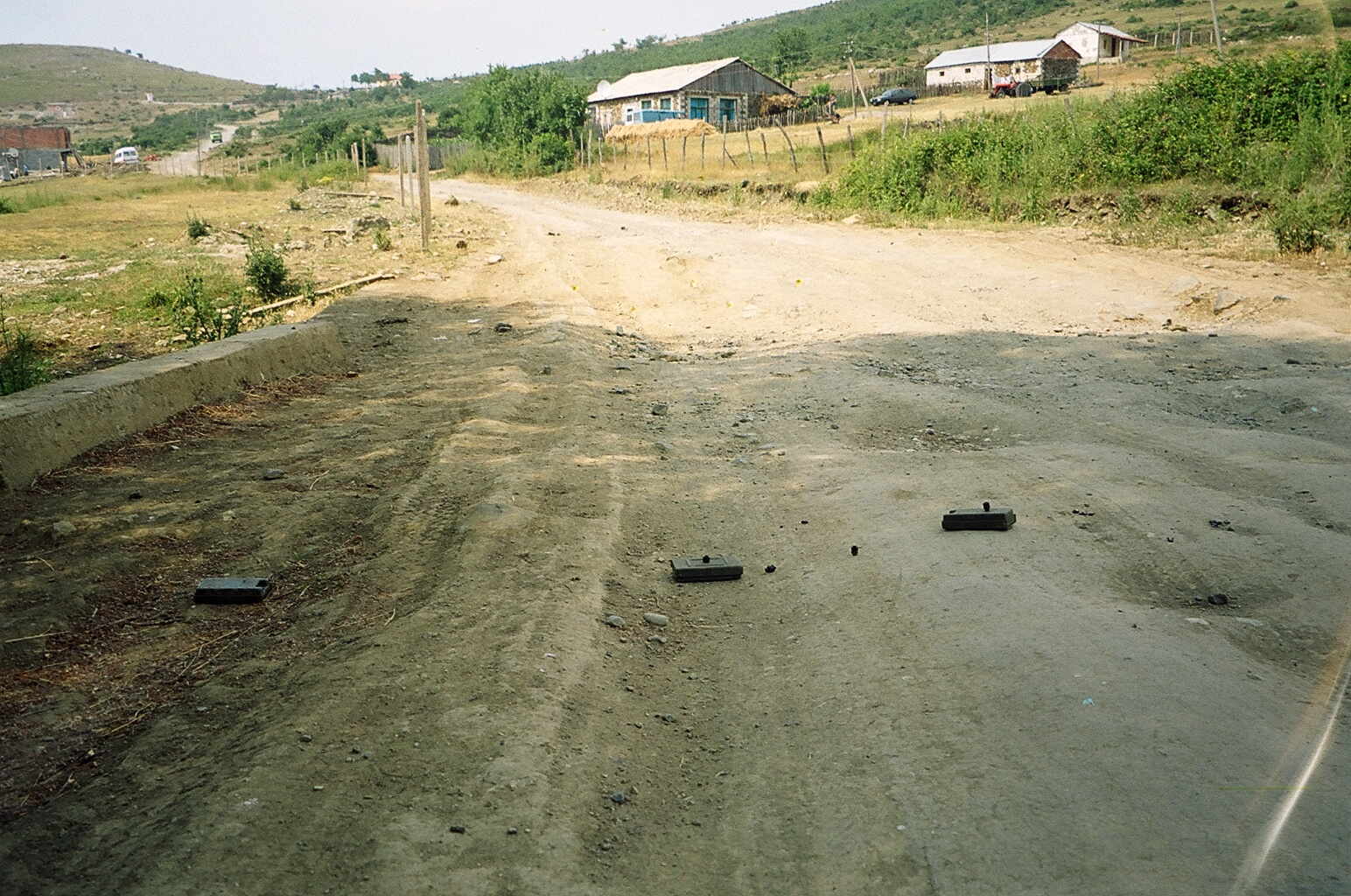
Straße zum Qafa e Prushit auf kosovarischer Seite mit Minen der jugoslawischen Armee im Jahr 1999

Auf dem Pass wurde am 1. August 2003 ein Grenzübergang zwischen den beiden Staaten eröffnet. Über den Pass führt eine Verbindungsstraße von Kruma (Albanien) nach Gjakova (Kosovo). Eine 6,3 Kilometer lange Nationalstraße ohne Nummer verbindet die SH 23 (Kukës–Bajram Curr) auf albanischer Seite mit dem Pass. In Kosovo ist die Passstraße als  bezeichnet. Vom Pass bis Kruma (431 m ü. A.) sind es 17 Kilometer, bis Kukës 54 Kilometer. Nach Gjakova (375 m) im Nordosten sind es rund zehn Kilometer.
Rund 20 Kilometer südöstlich liegt der Grenzübergang Morina/Vërmica, der wichtigste Grenzübergang zwischen Kosovo und Albanien, Kukës und Prizren verbindend. Nordöstlich liegt am Qafa e Morinës ein weiterer Grenzübergang, der Gjakova mit Tropoja verbindet.